# Paolo Tosio
Paolo Giovanni Tosio (Sorbara, 12 marzo 1775 – Brescia, 11 gennaio 1842) è stato un collezionista d'arte italiano.

## Biografia
Nelle campagne di Asola, più precisamente a Sorbara, il maggiore dei possedimenti della famiglia dei conti Tosio, il 12 marzo 1775 nasce Paolo, dal conte Ottaviano (?-1815) e Lucrezia Avogadro del Giglio (?-1816).
Il 22 luglio 1801 sposa Paolina dei marchesi Bergonzi di Parma, con la quale tra il 1807 e il 1808, visita Firenze, Roma e Napoli. Il viaggio offre l'occasione a Paolo di approfondire i suoi interessi artistici: incontra Giuseppe Bezzuoli a Firenze e a Roma conosce il Canova.
Trascorreva parte dell'anno a Sorbara e parte a Brescia, occupandosi in campagna della tenuta agricola, e in città alla collezione, al rinnovamento del palazzo e a quella “conversazione” che fece di casa Tosio uno dei salotti più ambiti di Brescia.
A rendere palazzo Tosio uno dei salotti più rinomati della città contribuì la moglie marchesa Paolina, considerata tra le dame più colte di Brescia: parlava correttamente francese, spagnolo e inglese, si intendeva di latino ed aveva ottime conoscenze geografiche, storiche e politiche.
La vasta cultura del conte è inoltre testimoniata dalla ricchezza della biblioteca (poi compresa nelle raccolte librarie della Biblioteca Queriniana,  comprendente volumi  di svariato argomento; dall'agricoltura alla giurisprudenza, dall'arte alla matematica, alla filosofia).
Paolo Tosio dopo il suo viaggio tra Roma, Firenze e Napoli si avvicina molto alla pittura e alla scultura.
In un solo trentennio Paolo Tosio riuscì a costituire una ricca galleria  di opere antiche e moderne che, per qualità e quantità, poteva competere con quelle nobiliari  e di più antica formazione, pure comprendente un cospicuo fondo di stampe, di disegni e di medaglie.
L'incremento della collezione e, in parallelo, il suo allestimento all'interno del palazzo, che andava via via ampliandosi, diventarono le  sue principali occupazioni. Nel suo insieme, la raccolta Tosio  rimane un esempio intatto, quasi unico ed a livelli qualitativi spesso alti, del collezionismo in Lombardia in epoca di Restaurazione.
Palazzo Tosio divenne così una meta d'obbligo per i personaggi, più o meno illustri, che transitavano da Brescia, personalmente accolti dai padroni di casa: dagli imperatori d'Austria Francesco I e Ferdinando I ai principi italiani e stranieri.
L'aggiornamento su quanto poteva offrire il coevo mercato dell'arte assicurano al conte autentici capolavori: tra i dipinti antichi sono da ricordare: il Redentore di Raffaello, il Presepio di Lorenzo Lotto e l'Annunciazione del Moretto. Altrettanto tempestivi risultano gli acquisti di opere contemporanee.

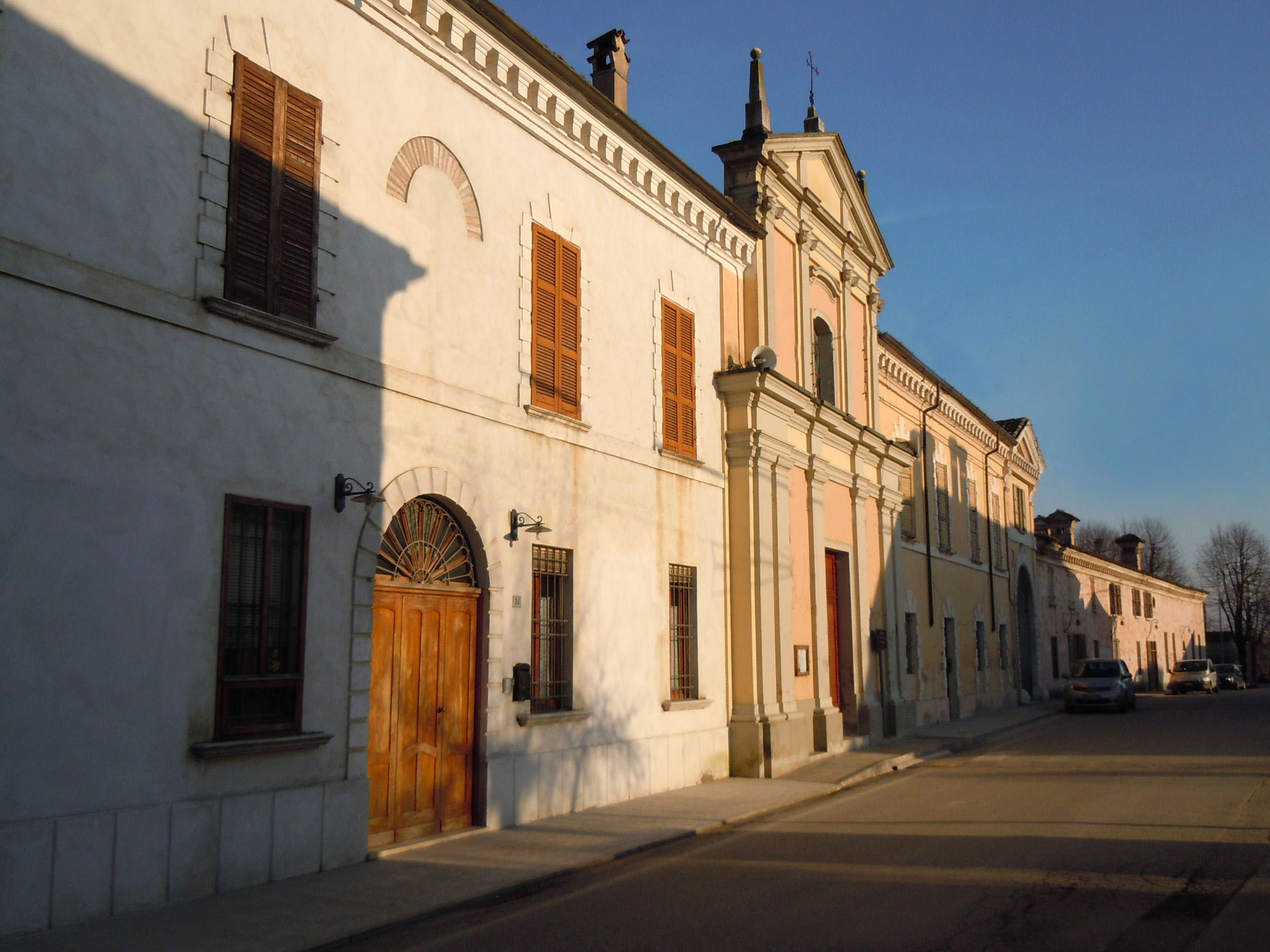
Sorbara di Asola

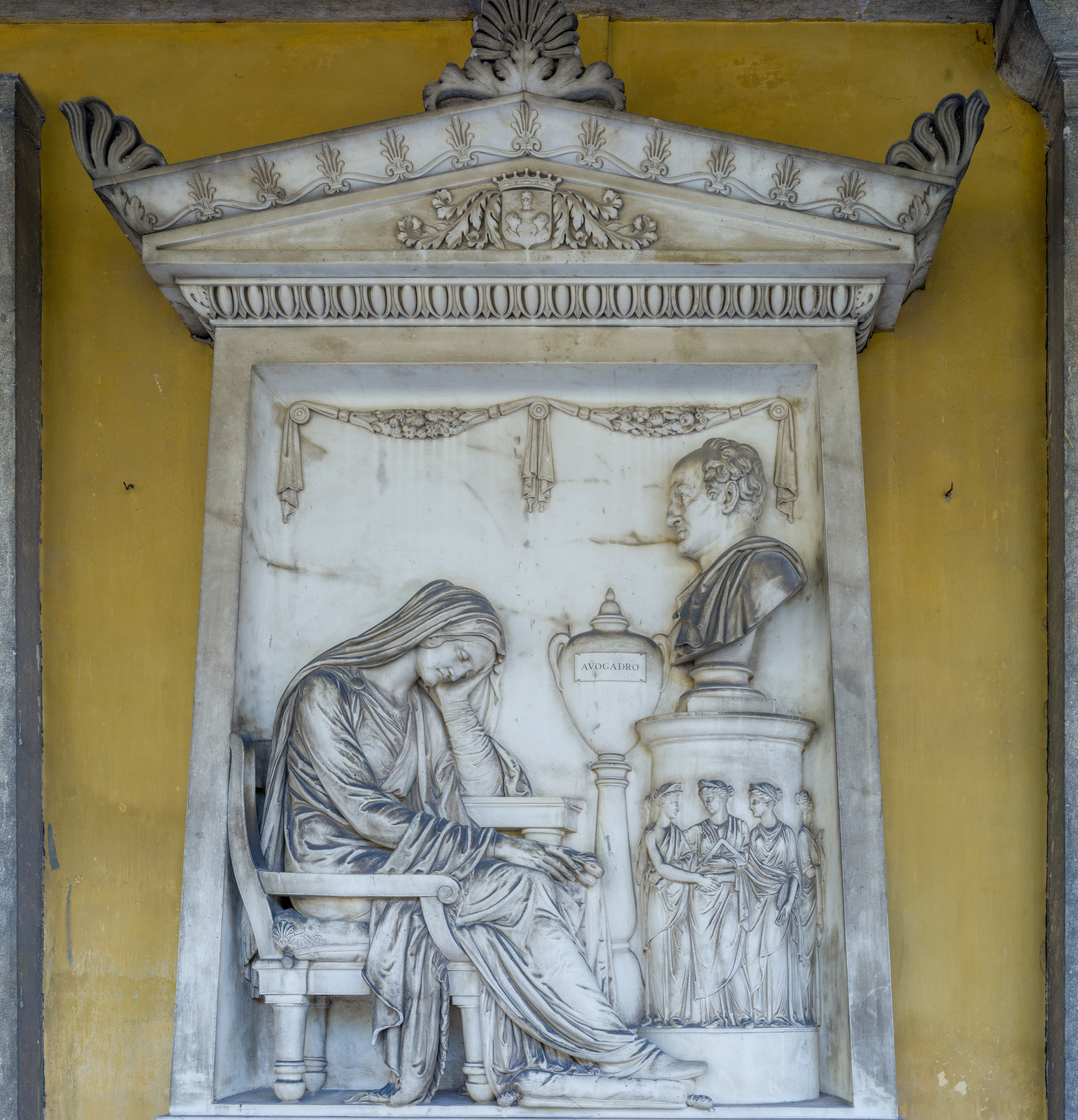
Monumento funebre nel cimitero Vantiniano di Brescia.

L'ambiente artistico milanese si riflette in modo puntuale nella collezione del conte: buona parte delle opere prima di essere collocate nel palazzo di Brescia passarono dalle esposizioni di Brera. Da rilevare il breve lasso di tempo che esiste tra l'affermazione di un artista e la commissione o l'acquisto di una sua opera da parte del Tosio. Nella raccolta bresciana si ritrovano, oltre ad alcuni importanti esponenti della stagione neoclassica (come Andrea Appiani e Gaspare Landi), i protagonisti della scena milanese contemporanea (come Francesco Hayez, Pelagio Palagi, Massimo D'Azeglio, Giovanni Migliara, Giuseppe Canella, gli scultori Pompeo Marchesi e Democrito Gandtolfi); si aggiungono  opere di provenienza romana (Francesco Podesti, François Marius Granet, gli scultori Antonio Canova e Berthel Thorvaldsen), fiorentina (Giuseppe Bezzuoli, lo scultore Lorenzo Bartolini) e veneziana (Giuseppe Borsato, Felice Schiavoni). 
Paolo Tosio muore nel 1842.